# Quercetalia robori-petraeae
Quercetalia robori-petraeae er den plantesociologiske orden, som hører til på tør, næringsfattig bund. Disse skove er og har været meget udbredte på sandet og gruset jord (f.eks. i Vestjylland), og de findes stadig, hvor de ikke er blevet skovet og erstattet af granplantager. De kan kendes på, at de bl.a. rummer følgende arter:
- Vorte-Birk (Betula pendula)
- Hedelyng (Calluna vulgaris)
- Liljekonval (Convallaria majalis)
- Bølget Bunke (Deschampsia flexuosa)
- Almindelig Ene (Juniperus communis)
- Skov-Fyr (Pinus sylvestris)
- Bævre-Asp (Populus tremula)
- Vinter-Eg (Quercus petraea)
- Stilk-Eg (Quercus robur)
- Almindelig Røn (Sorbus aucuparia)